# فابريسيو جيفارا
فابريسيو جيفارا (بالإسبانية: Fabricio Guevara) (16 فبراير 1989 في الإكوادور - ) هو لاعب كرة قدم كولومبي وإكوادوري في مركز جناح ‏. شارك مع منتخب الإكوادور لكرة القدم. أما مع النوادي، فقد لعب مع نادي ديبورتيفو إل ناسيونال وL.D.U. Loja ‏.

## وصلات خارجية
- فابريسيو جيفارا على موقع قاعدة بيانات كرة القدم.إي يو (الإنجليزية)